# Encheloclarias tapeinopterus
Encheloclarias tapeinopterus és una espècie de peix de la família dels clàrids i de l'ordre dels siluriformes.

## Morfologia
Els mascles poden assolir els 12,4 cm de llargària total.

## Distribució geogràfica
Es troba a Sumatra (Indonèsia).